# سفیدگری

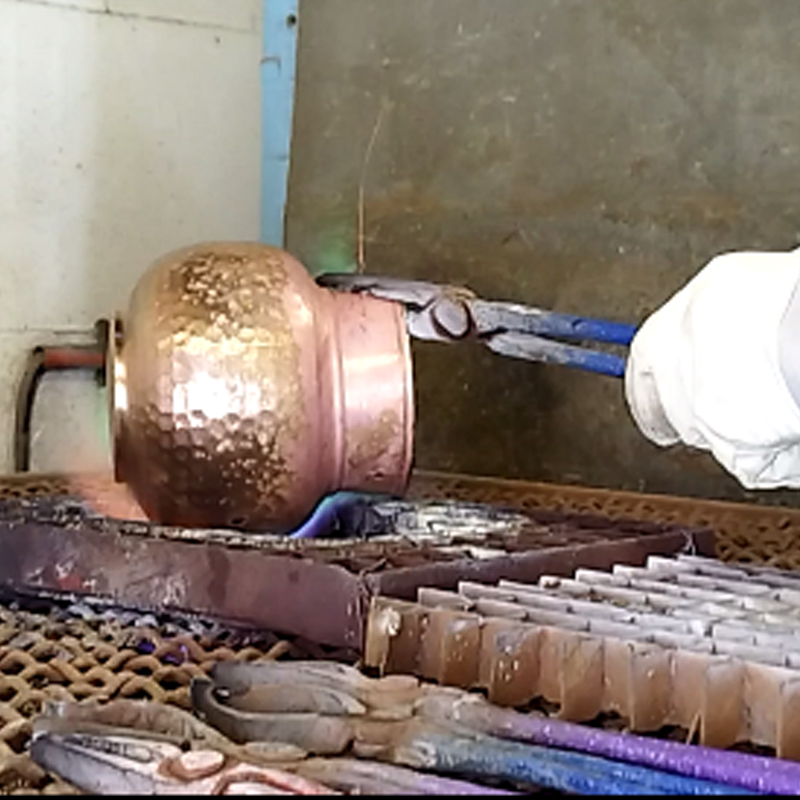
سفیدگری مس فروشان در کارخانه

سفیدگری عبارتست از سفید کردن ظروف مسی با قلع، که بعد از خرید و قبل از استفاده و یا هر دو سال یک بار انجام می‌شود. معمولاً بعد از خرید مس یا هر دو سال یکبار که ظروف به مرور زمان سفیدی خود را از دست می‌دهند و رنگ آن‌ها تیره می‌گردد آن را جهت سفید کردن به سفیدگر می‌دهند.
قلع خالص مالزی برای سفیدگری|قلع خالص مالزی برای سفیدگری]]
چه زمانی به سفیدگری مجدد نیاز است؟
به سادگی با بررسی و نگاه کردن دقیق  داخل ظرف حل میشود ، اگر رگه ها یا خطوط مسی رنگ را در میان قلع مشاهده کردید یعنی نیاز به سفیدگری هست (دقت کنید رنگ مسی داخل کالا و نه رنگ طوسی و یا سیاه).
نکته:  هنگام استفاده از ظروف مسی دقت کنید زمانی که سیاهی ظرف از بین برود لایه ها و خط های مسی رنگ نمایان میشوند، مانند خط هایی که داخل ظروف به خاطر کشیده شدن کفگیر و نظیر اینها به وجود می آیند ؛ که در آن هنگام که خطوط مسی رنگ نمایان شد نیاز به سفیدگری دارند.
توجه : دقت کنید که سیاه شدن قلع داخل ظروف مسی به دلیل چربی غذا میباشد که با فلز قلع واکنش داده و به مرور پس از استفاده سیاه میشود و  سیاهی عادی بوده و به هیچ عنوان ضرر ندارد.
توجه : زمانی که قلع داخل ظروف مسی ازبین برود و رگه های مسی رنگ دیده شود آن زمان ظرف به سفیدگری نیاز دارد.

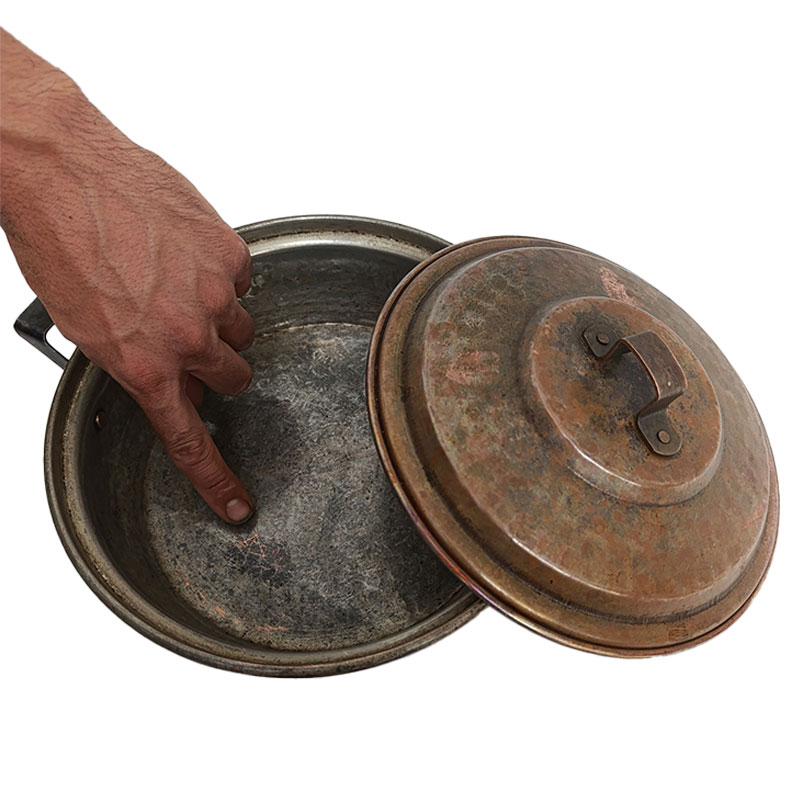
موقعی که رنگ مسی داخل ظرف مسی مشاهده شد یعنی ظرف نیاز به سفیدگری دارد.

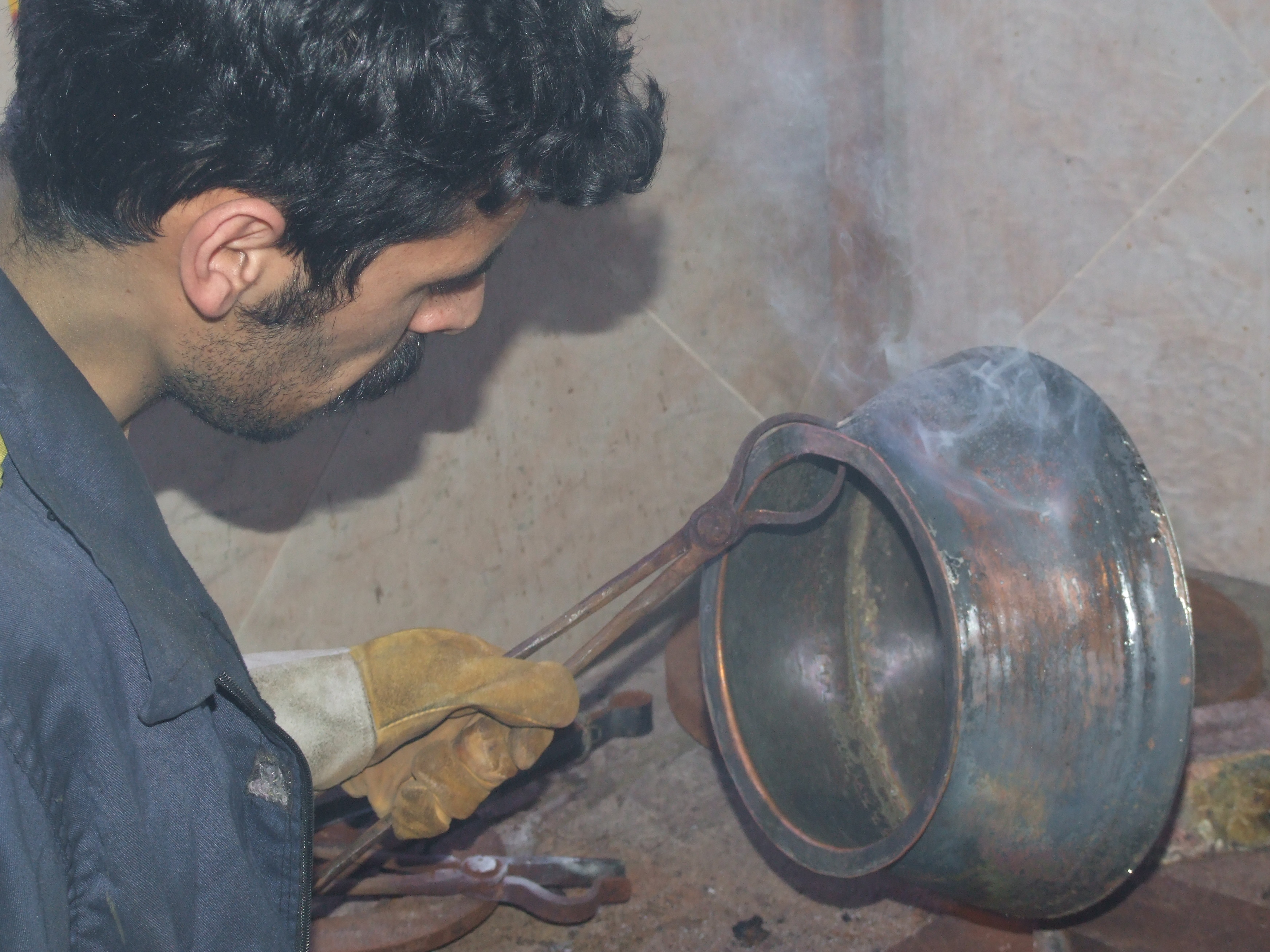
سفیدگری در کارخانه مس فروشان زنجان

این صنعت در بازارهای سنتی، راسته بازارها، تیمچه‌ها و کارگاه‌های کوچک در سطح شهرها و روستاها موجود می‌باشد. در شهرهایی همانند زنجان قزوین، اصفهان، کرمان، مشهد، تبریز و ... راسته بازارهای مخصوص مسگرها و نیز در کنار آن‌ها سفیدگرها بوده‌است که به راسته بازار مسگرها و مس فروشان معروف می‌باشد. در روستاها و نیز محله‌های عشایری سفیدگری را یا خود مسگر به عنوان کار بعدی انجام می‌دهد و یا این‌که یک نفر سفیدگر دوره‌گرد هر چند وقت یک‌بار به آنجا آمده و بساط خود را در میدانگاه اصلی روستا، محل و یا زیر سایه درختی گسترده و مشغول سفید کردن ظرف و ظروف اهالی می‌شد. ساز و برگ سفیدگر دوره‌گرد بسیار ساده است. یک گودال کوچک به قطر ۳۷ و گودی ۳۰ سانتی‌متر در زمین می‌کند که کار کوره وی را انجام دهد. یک لوله آهنی را به زیر گودال می‌کشد، دم دستی را به سر دیگر لوله وصل می‌کند؛ و با استفاده از مواد و فن سفیدگری، کارش را انجام می‌دهد.
سفیدگری ظروف مسی در خانه : 
امروزه به دلیل کم بودن سفیدگر ، سفیدگری ظروف مسی کمی سخت تر شده است،به همین جهت میتواند با استفاده از ویدیو آموزش سفیدگری مس فروشان و امکانات اولیه پک سفیدگری در خانه به راحتی خودتان ظروف مسی را سفیدگری کنید.
انواع سفیدگری ظروف مسی :

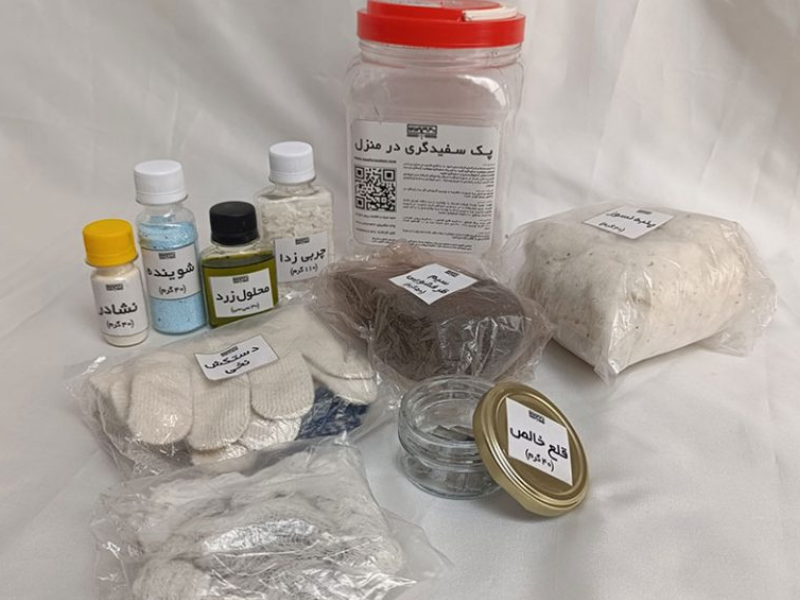
پک سفیدگری در خانه به همراه آموزش سفیدگری مس فروشان

سفیدگری (یک-رو): در این نوع فقط یک طرف (سطح داخل محصول) سفیدگری میگردد مانند سفیدگری داخل قابلمه های معمول در بازار.
سفیدگری (دو-رو): در این مدل هر دو طرف محصول (سطح داخل و سطح بیرون) با روکش قلع پوشیده میشوند. مانند مجمع های مسی قدیمی که عموما (دو-رو) سفیدگری می شدند تا از اکسیداسیون سطح بیرونی مس جلوگیری به عمل آورند و همچنین نگهداری مس از حیث زیبایی راحت تر گردد که قریب به اتفاق ظروف مسی مورد استفاده در شهر های شمالی مانند سفیدگری مس در رشت به علت رطوبت بالای هوا به صورت (دو-رو) قلعکاری بود.
چرا سفیدگری مس، سیاه میشود؟ آیا این سیاهی ضرر ندارد؟
ظروف مسی سفید شده بعد از پخت و پز های اولیه شروع به تغییر رنگ میکنند، و سفیدی (نقره ای براق) داخل ظروف به مرور شروع به (طوسی) شدن در نهایت سیاه میشوند و این امری عادی است که ضرر ندارد. این مدل  (سیاهی قلع) داخل محصول بیشتر در ظروف آشپزی و طبخی مشاهده میشود و در ظروف مسی پذیرایی سفید که جهت دکور استفاده می شوند اتفاق نمی افتد.، و موثراز وجود روغن پالم و چربی غذاست. در حقیقت ظروف مسی اینگونه مواد مضر را جذب خود کرده و این از خواص ظروف مسی است نه معایب آن که این خاصیت ظروف مسی مربوط به ماهیت ضد میکروب بودن فلز مس است.